# Нефрома загорнута
Нефрома загорнута (Nephroma resupinatum (L.) Ach.) — вид лишайників, що занесений до Червоної книги України як вразливий. Цей монтанний диз'юнктивний лишайник чутливий до змін лісових екосистем і належить до родини нефромових (Nephromataceae) аскоміцетів (Ascomycota).

## Опис
Ареал виду охоплює Європу, Кавказ, північну та помірну частину Азії (включаючи Японію), північну Америку, Гренландію та північну Африку. Українські Карпати та південний берег Криму є частинами адміністративних регіонів Львівської, Закарпатської та Кримської областей.
Чисельність та структура популяцій нефроми загорнутої зменшується за останні десятиріччя, і тепер вона трапляється невеликими групами або поодинці. Це пов'язано зі знищенням локалітетів під час суцільного вирубування гірських лісів.
Умови місцезростання для нефроми загорнутої — це гори, де вона росте на вкритих мохом стовбурах дерев (особливо при їх основі), скелях та мохах. Цей вид лишайників має важливе наукове значення, оскільки він може слугувати індикатором стану лісових екосистем.
Слань листувата має зарубчасті і цілокраї долі завширшки 4-15 мм, які зазвичай налягають краями одна на одну. Її поверхня може бути гладенькою чи зморшкуватою, а також голою або з тонким пушком над апотеціями. Місцями можуть бути дрібнолускаті ізидії, які розташовуються рядками чи поодинокими групами, а також дрібнолопатеподібні ізидії, здебільшого по краю долей. Колір ділянок може бути брудно-сірим, оливково-бурим або коричневим. Знизу долі світло-жовтувато-сірі або сірувато-жовтуваті до бурувато-рудуватих, з густим коротким світлим пушком та з численними світлими опуклими, папілеподібними цифелами (0,5-1 мм у діаметрі). Апотеції розташовані на нижньому боці коротеньких лопатеподібних виростів з краю долей, з червоно-коричневим диском 5-11 мм у діаметрі, обведеним досить широким сланевим краєм.
Розмноження відбувається нестатевим (ізидіями) та статевим (коричнюватими чи світлими овальними чотириклітинними спорами) шляхом.
Вид охороняється у Карпатському Біосферному заповіднику. Необхідно контролювати стан популяцій, розширювати мережу заповідних об'єктів, включаючи відомі сучасні місцезнаходження виду, та здійснювати заходи, спрямовані на збереження старих лісових масивів.